# 龍村仁
龍村 仁（たつむら じん、1940年4月23日 - 2023年1月2日）は、ドキュメンタリー監督、元NHKディレクター。有限会社龍村仁事務所代表。

## 来歴
兵庫県宝塚市出身。1963年、京都大学文学部美学科卒業後、NHKに入局。報道局を経て教育局でフィルムドキュメンタリーの演出に従事。
NHK 教養部のディレクターだった 1973年3月、龍村は、当時矢沢永吉などが所属していたロックバンド・キャロルに密着したドキュメンタリー番組を企画・製作したが、完成した作品にNHKの上層部が難色を示し、再編集した上で音楽番組として放送した。これに憤った龍村はその後、NHKを欠勤し、同じくNHK職員だった小野耕世（現マンガ評論家）と共に、ATGで龍村の監督によるドキュメンタリー映画『キャロル』を製作。結果、小野と共にNHKを解雇され、解雇を無効として裁判まで行った（詳細は後述）。
その後はフリーの演出家として『地球交響曲』シリーズなどのドキュメンタリー、ドラマ、CMの制作に従事している。
2023年1月2日15時、老衰のため死去。82歳没。

## 親族
- 祖父は皇室にも謹織した高名な織物店「龍村美術織物」の創業者で紫綬褒章受章者の龍村平蔵（初代）。父も龍村平蔵（二代目）。叔父も龍村平蔵（三代目）。
- 姉の龍村和子はピアニスト／プロモーター。
- 弟の龍村光峯は画家・織物作家。
- 弟の龍村修はヨガ指導者。

## NHKキャロル事件
1973年2月28日「ロックンロール・カーニバル」に出演したキャロルを会場で観た龍村がキャロルに取り憑かれ彼らに帯同してカメラを回しドキュメンタリー『キャロル』を制作した。龍村はキャロルとの衝撃的な出会いを戦後世代の問題として記録しようとした。夜の7時半の茶の間に、紹介も説明もしないで、突然、キャロルを登場させるという計画だった。作品は同年7月に完成し、月末に放送を予定していたが「いろいろな人が見る7時半という時間帯にキャロルは特殊すぎる」「作り方が客観的でない」「私的すぎて、夜7時30分のドキュメンタリーに合わない」「不良っぽく、若者にいい影響を与えない」など、NHK内で放送の是非を巡ってもめ、同月の放送は中止された。『ヤング・ミュージック・ショー』など、外国のロックがようやく放送される時代になってはいたものの、NHKではロックに対してまだ保守的な姿勢を崩していなかった。龍村は連日マスコミ関係者を集め、自主試写会を敢行し訴えた。また外部雑誌に署名入りでNHKのドキュメンタリー批判を書いた。
この事件は、三大新聞をはじめ、多くのマスコミに取り上げられ社会問題に発展した。この反応を無視できなくなったNHKは、若者の音楽番組の枠で、一部をカットしたうえ放映すると提案したが9月末にNHKは、フィルムを強引に龍村から奪い「試写運動をしたり、雑誌にNHK批判をする者に、ディレクターとしての仕事をさせるわけにはいかない」と通告し、後述する映画制作までの4ヶ月間、龍村は毎日NHKに出勤し1日中デスクに座り続けた。結局NHKは『キャロル』をドキュメンタリーとしては断固として認めず大幅にカットされたものが同年10月20日、午後2時10分からの『ヤング・ミュージック・ショー』を30分後ろにずらして、その枠で放送されるはずだったが中日対阪神戦中継と、かち合って中止に。
この年は巨人V9の年で、中日ー阪神戦は優勝争いのクライマックス。新幹線で大阪移動中の巨人ナインが、名古屋を通過する手前、中日球場のスコアボードを新幹線から覗き込んだといわれる逸話で有名な試合だった。結局ドキュメンタリーとしてではなく『ヤング・ミュージック・ショー』にくっつけ、一部の若者向けのロック番組として、プロ野球のスタンバイ番組として、同年10月28日午後4時に放送された。龍村はあくまでもドキュメンタリーとしての放映を主張。その後龍村と実質上の製作者で脚本を担当した小野耕世（国際局渉外部所属）は、1974年2月20日からATGに資本を受け映画撮影を開始した。龍村は自力で600万円の製作費をかき集め映画につぎ込んだ。
この映画にして公開しようとしたことで、NHKの認めてない映画製作の業務に従事したことと、度重なる出勤命令を無視した就業規則違反という"純規律違反"で、1974年6月13日付けで二人の休職が発令された。これを不服として二人と日放労が異議申立てに踏み切ったが同年7月23日、NHKは二人を懲戒免職処分とし同年9月9日、NHKは龍村の解雇を発令した。映画『キャロル』はATG資本で完成し、1974年6月22日から東京アートシアター新宿文化、日劇文化劇場で公開された。キャロルがNHKである種のボイコットを受けたことは、若者たちの間で異常なほどの人気で迎えられた。龍村らはその後裁判を起こし10年間 NHKと争ったといわれる。

## 著書
- 『キャロル闘争宣言 ロックンロールテレビジョン論』田畑書店、1975年。

## 作品

### ドキュメンタリー
- キャロル
- OUR SONG and all of you (ライヴ・アット・武道館)
- シルクロード幻視行
- 宇宙からの贈りもの～ボイジャー航海者たち
- NTT DATAスペシャル「未来からの贈りもの～この星を旅する物語」
- 地球交響曲第一番（1992年公開）
- 地球交響曲第二番（1995年公開）
- 地球交響曲第三番（1997年公開）
- 地球交響曲第四番（2001年公開）
- 地球交響曲第五番（2004年公開）
- 地球交響曲第六番（2007年公開）
- 地球交響曲第七番（2010年公開）

### TVドラマ
- 『弦鳴りやまず』1984年毎日放送（全13話演出担当）

### CM
- セゾングループ3分CM「ライアル・ワトソン篇」「野口三千三篇」

### 著書
- 『ガイア・シンフォニー間奏曲』（1995年、インファス）
- 『地球（ガイア）のささやき』（1995年、創元社）
- 『地球（ガイア）をつつむ風のように』（2001年、サンマーク出版）
- 『地球交響曲（ガイアシンフォニー）第三番魂の旅』（2003年、角川書店）

### その他
- 氷山ルリの大航海